# Post-admission control
Post-Admission control is een term die in de informatica vooral gebruikt wordt om aan te duiden dat een computer nadat er toegang tot een computernetwerk verleend is, zich moet gedragen volgens de regels van dat netwerk. Indien deze regels overtreden worden, kan er een toegangsbeperking of zelfs volledige afsluiting plaatsvinden. Ook quarantainestelling van de computer behoort tot de mogelijkheden.